# 346 (عدد)
346 (ثلاثمائة وستة وأربعون ) هو عدد صحيح  يلي العدد 345 ويسبق العدد 347 وهو عدد طبيعي موجب.

## في الرياضيات

### خصائص
- 346 عدد زوجي